# Discestra indistincta
Discestra indistincta là một loài bướm đêm trong họ Noctuidae.